# Экономическая организация военного коммунизма (книга)
«Экономическая организация военного коммунизма, 1918—1921» (англ. The Economic Organization of War Communism, 1918—1921) — книга профессора экономики Веронского университета Сильваны Малле, вышедшая в 1985 году и описывающая историю экономической организации Советской России в период «военного коммунизма». В работе рассматриваются партийные программы и заявления советских лидеров, которые сравниваются с практическими результатами в области национализации промышленности и банков, управления предприятиями, планирования и закупки продовольствия; отдельной главой рассматривается военное снабжение и организация оборонной промышленности. Обширная библиография позволяет рассматривать книгу как энциклопедию экономической жизни в РСФСР времён Гражданской войны. Работа была использована при написании статьи «Военный коммунизм» в БРЭ.

## Описание
В книге профессора экономики Веронского университета Сильваны Малле «Экономическая организация военного коммунизма 1918—1921», впервые опубликованной в 1985 году в рамках серии «Cambridge Russian, Soviet and Post-Soviet Studies» Кембриджского университета, рассматриваются истоки, развитие и причины отмены первой экономической системы, принятой большевиками в Советской России после прихода к власти. Партийные программы и заявления советских лидеров сравниваются с практическими результатами в области национализации промышленности и банков, управления предприятиями, планирования и организации закупок продовольствия; отдельной (последней девятой) главой рассматривается военное снабжение и организация оборонной промышленности в РСФСР в период Гражданской войны.
|  | …в книге рассматривается экономическая ситуация с производством и распределением с учётом существовавших предпосылок для преобразования экономической системы, причины и качество системы принятия решений в каждой области, а также их результаты… Институциональные инновации, анализ которых является основной задачей книги, интерпретируются не только с эмпирической точки зрения, но и как ментальные структуры. Путь к инновациям анализируется с использованием данных об основных особенностях советской национализации, управления, финансовой политики, промышленной организации, планирования и политики в сфере приобретения продуктов питания. |

## Критика

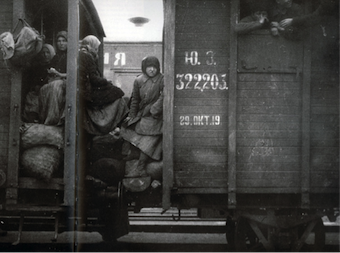
Беженцы времён военного коммунизма

### Основные вопросы
Профессор из Университета Мичигана Уильям Розенберг считал, что исследование экономической политики и институтов большевиков во время Гражданской войны, предпринятое Сильваной Малле, является важным шагом на пути к пониманию основ советской системы. Сравнивая работу Малле с исследованием Ларса Лиха, Розенберг отмечал, что «Экономическая организация…» была сфокусирована на отдельной теме, но при этом не упускала из виду и более широкие вопросы. Розенберг видел два основных вопроса в исследовании Малле: (1) степень, в которой военный коммунизм сформировался социально-экономическим контекстом, а не марксистской идеологией — вопрос, который задавал ещё американский историк Уильям Чемберлин за полвека до этого — и (2) соотношение между формальным законодательством и его фактической реализацией на территории Советской России. В книге не содержалось «однозначных» (англ. singular) ответов ни на один из столь широких вопросов: в некоторых областях экономической политики и управления (таких как национализация промышленности и управление ею), Малле считала контекст важнее идеологических рецептов; в других случаях, особенно в вопросах закупок продовольствия и регулирования торговли, «весы склонялись» в сторону идеологии. В частности, контроль над торговлей, имевший в рамках марксизма «мощные теоретические основы», частично все же являлся результатом практических соображений, поскольку многие советские лидеры полагали, что в РСФСР было необходимо принять самые решительные меры против спекуляций и черных рынков — этих неизбежных следствий острейшей нехватки как продовольствия, так и товаров в целом.
Формы борьбы [сельской буржуазии против пролетарского государства]: мешочничество и спекуляция против государственной заготовки хлеба…

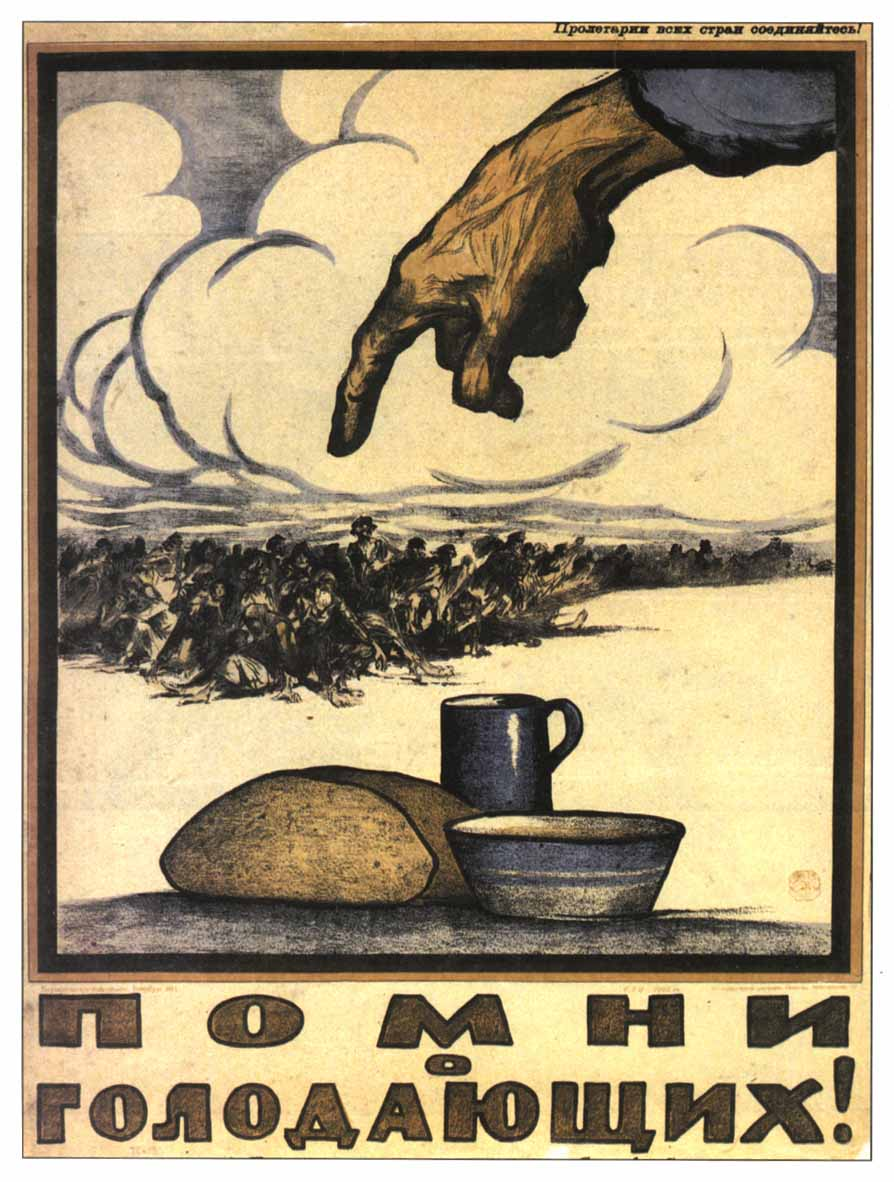
Плакат «Помни о голодающих» (1921)

Розенберг также отмечал тщательность анализа профессором Малле советских данных, многие из которых были труднодоступны западным исследователям в 1980-е годы, и тот факт, что автор отказалась давать краткое определение самому понятию «военный коммунизм», отдав предпочтения тому взгляду, что он являлся периодом времени, характеризовавшимся определённым набором институтов, направленных на централизованный контроль как над производством, так и над распределением — а не набором «явных» (англ. explicit) политических мер.
Профессор экономики Университета Глазго Александр Новаковский (англ. Alec Nove), называя книгу первоклассной и прекрасно документированной, отмечал детальность, с которой Малле передала драматический период в истории XX века: автору удалось отследить те шаги, с помощью которых большевики стремились планировать и контролировать российскую экономику в условиях нарастающего хаоса и Гражданской войны. Новаковский считал основным вопросом «Экономической организации…» вопрос о причинах, двигавших сторонников Владимира Ленина в сторону военного коммунизма: объяснялась ли их политика, главным образом, «идеологическим рвением» или, прежде всего, являлась ответом на чрезвычайную ситуацию («идеология или прагматизм»)? Новаковский соглашался с Малле, которая видела в мероприятиях военного коммунизма действие обеих причин, часто усиливавших друг друга. В частности, по мнению Новаковского, марксистская идеология предписывала товарный обмен (форму бартера) продуктов питания на промышленные товары, но именно чрезвычайное положение военного времени превратило бартер в фактическую конфискацию зерна у крестьян.
Новаковский также отмечал, что идеи и решения Ленина получили впоследствии наибольшую известность — при том, что Малле справедливо подчеркивала, что другие большевики в тот период играли важную и независимую роль, иногда конфликтуя с главой Совнаркома; кроме того, провинциальные партийные чиновники могли (и часто шли) своим путём, попросту игнорируя приказы и распоряжения, поступавшие к ним из центра. В качестве «незначительной критики» (англ. minor criticism) профессор Новаковский писал о необоснованности того освещения, которое в книге получил лично Николай Бухарин за свои суждения о роли принуждения в строительстве социализма: по мнению британского профессора, в тот период подобные суждения разделяли все члены большевистской партии.
К особым достоинствам книги Новаковский отнёс её заключительную главу, в которой Малле удалось творчески и умело представить целый ряд сложных идей. В частности, автору удалось обосновать мнение Николая Бердяева, что «мессианские программы» Ленина оказались в обстоятельствах 1917 года более «уместными» (англ. relevant), чем «либеральный реформизм», казавшийся в те годы утопическим. Но со временем:
|  | …нагота утопии должна была быть прикрыта с помощью импровизации и беспринципности правительства, у которого не было способных управленцев, материальных средств и конкретного проекта. |

### Источники

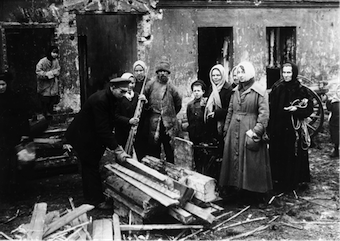
Распределение топлива в годы военного коммунизма

### Книга как энциклопедия экономической жизни
О сложности темы книги писал и профессор Государственного университета Орегона Уильям Хазбенд, называвший объяснение эволюции ранней советской экономической политики, данное Малле, «замысловатым» (англ. intricate). В то же время он предполагал, что работа станет «незаменимом источником при изучении военного коммунизма» как такового — работа снабжала следующее поколении исследователей богатой информацией. Хазбенд был особенно впечатлён описанием методов финансирования промышленности, содержавшим подробности о работе Высшего совета народного хозяйства, недоступные ранее даже в специализированном классическом двухтомнике советского академика Анатолия Венедиктова. К недостаткам работы Хазбенд относил её сфокусированность на центральных советских учреждениях, которую он связывал с тем, что Малле не имела возможности собирать материалы непосредственно в СССР и, в результате, её рассмотрение местных органов базировалось на точке зрения «центра» (во многом, на данных газет «Народное хозяйство» и «Экономическая жизнь»): как следствие книга упускала те местные инициативы, которые, несмотря на наличие «на бумаге» формальных механизмов и иерархии, всё же применялись в организации советской промышленности.
Профессор американского колледжа Уэллсли Ларс Лих, называя книгу амбициозной, писал об отсутствии в ней последовательной интерпретации (англ. coherent interpretation) самого термина «военный коммунизм»: в зависимости от контекста он употреблялся автором как исторический период, экономическая политика или «большевистское мироощущение» (англ. Bolshevik attitudes). Пытаясь сформулировать, что же в целом имела в виду Малле под данным термином, Лих полагал, что речь в книге шла о совокупности «негативных аспектов большевистской экономической политики» — целью работы, таким образом, становился ответ на вопрос, что пошло не так, и почему? При наличии тринадцати страниц с 1852 ссылками на шести языках и 78 (или 66) таблиц, «деловитая» (англ. businesslike) книга рассматривалась Лихом как энциклопедия экономической жизни времён Гражданской войны, в которой, правда, встречались и «досадные» (англ. irritating) ошибки:
|  | …Книга Малле значительно меньше, чем сумма её частей, при том, что части сами по себе являются важным вкладом. |

В 2006 году книга «Экономическая организация военного коммунизма» была использована профессором Людмилой Новиковой при написании статьи «Военный коммунизм» в Большой российской энциклопедии.

## Издания
- Malle S. The war communism economic organization, 1918—1921 / Ph. D. dissertation. — Berkeley: University of California, 1979. — 717 p.
- Malle S. The Economic Organization of War Communism 1918—1921. — Cambridge University Press, 1985. — xv, 548 p. — (Cambridge Russian, Soviet and Post-Soviet Studies, Vol. 47). — ISBN 9780521302920. — ISBN 0521302927.
- Malle S. The Economic Organization of War Communism 1918—1921. — reprint. — Cambridge University Press, 2002. — 568 p. — (Cambridge Russian, Soviet and Post-Soviet Studies, Vol. 47). — ISBN 9780521527033. — ISBN 0521527031.